# Stanisławowo (sielsowiet Woropajewo)
Stanisławowo – dawny zaścianek. Tereny na których leżał znajdują się obecnie na Białorusi, w obwodzie witebskim, w rejonie postawskim, w sielsowiecie Woropajewo

## Historia
W czasach zaborów w granicach Imperium Rosyjskiego.
W dwudziestoleciu międzywojennym zaścianek leżał w Polsce, w województwie wileńskim, w powiecie duniłowickim (od 1926 postawskim), w gminie Łuczaj.
Według Powszechnego Spisu Ludności z 1921 roku zamieszkiwało tu 19 osób, 1 była wyznania rzymskokatolickiego a 18 prawosławnego. Jednocześnie 13 mieszkańców zadeklarowało polską przynależność narodową a 6 białoruską. Były tu 4 budynki mieszkalne. W 1931 w 7 domach zamieszkiwało 35 osób.
Miejscowość należała do parafii rzymskokatolickiej w Łuczaju i prawosławnej w Ożunach. Podlegała pod Sąd Grodzki w Postawach i Okręgowy w Wilnie; właściwy urząd pocztowy mieścił się w Łuczaju.
W 1938 roku miejscowość należała do gromady Stanisławowo gminy Łuczaj.